# 江苏路10号美国长老会住宅
36°3′51.3″N 120°19′18.5″E / 36.064250°N 120.321806°E
江苏路10号美国长老会住宅是位于中国山东省青岛市市南区江苏路10号的一座住宅，建于1901年，最初为美国长老会地产，现为市南区一般不可移动文物。

## 历史

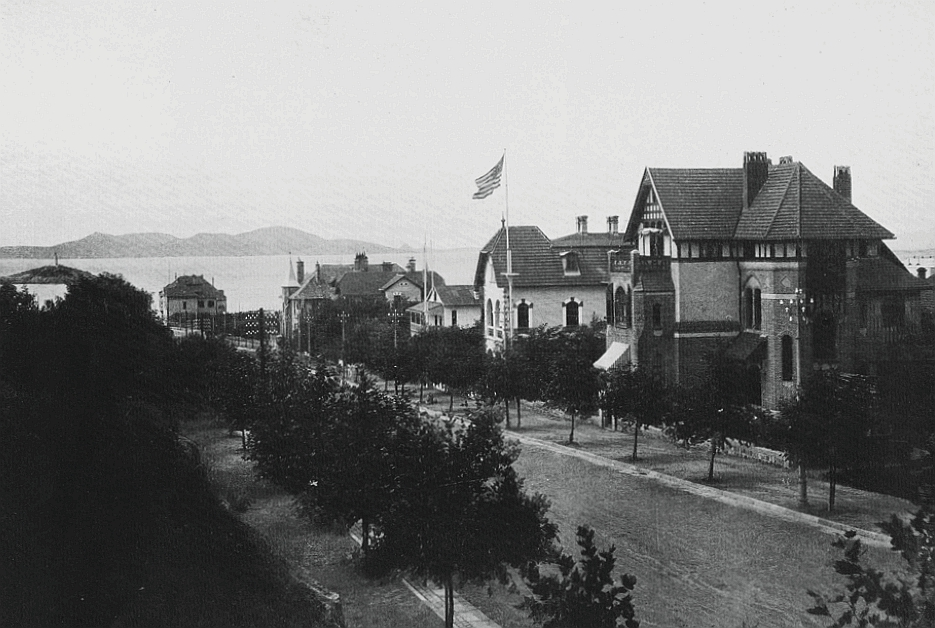
约1900年代末的江苏路，美国长老会住宅当时为美国领事馆馆址，前方悬挂美国国旗

江苏路10号建于1901年，最初为美国长老会地产，登记在长老会牧师柏尔根名下。美国驻青岛领事馆迁入沂水路1号前曾设于此处。有资料称1930年代，俄美牛奶房（Russian American Milk Farm, Inc.）经理果沙鲁夫一家曾在此租房居住，抗战时期该楼曾为日华女子学校。据市政部门的记录，1947年3月，美国籍牧师柏尔根与女传教士美利申请该楼所有权登记，柏尔根死后将该楼赠予美国基督教青年会继承，1949年后由青岛市房管局接管。该楼现为住宅、商铺混用。2000年，该建筑以“伯尔根美利住宅旧址”之名列入第一批青岛市历史优秀建筑。2012年11月6日，该建筑“长老会宿舍旧址”之名列入市南区未核定为文物保护单位的不可移动文物（一般不可移动文物）名录。

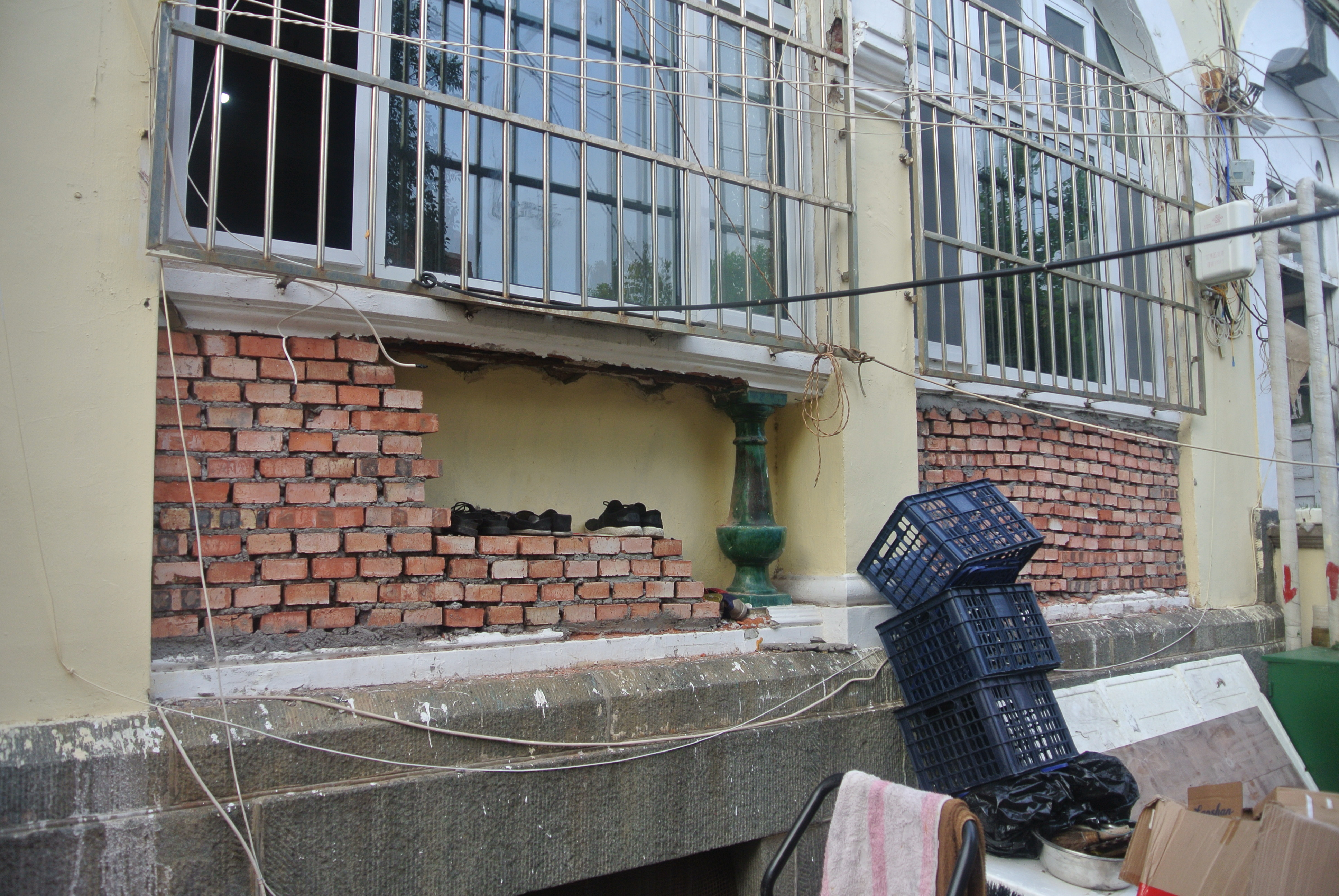
江苏路10号釉面栏杆柱被破坏的状况，2018年8月

2018年7月初，江苏路10号住户对该楼外立面施工期间，拆除了南立面一楼偏西侧两个窗台上原有的绿色釉面瓶状栏杆柱，共12个栏杆柱仅剩1个，5个已拆除的栏杆柱摆放在院内。7月8日，市南城管中山路中队工作人员称，当事人称该楼年久失修，需加固外墙，事发后城管要求其停工，并上报文物部门。青岛市规划局也表示将调查此事。7月9日，市规划局工作人员赴现场调查发现已停工，涉事住户闭门不出。规划局工作人员表示此次施工未经审批，违反了《青岛市历史建筑保护管理办法》。市南区综合行政执法局也已介入此事。市南区综合行政执法局工作人员后来曾到现场调查，并表示将责令住户立刻停工。同年11月初，市民反映施工已完成，且釉面瓶状栏杆柱均已消失。市南区综合行政执法局工作人员表示，此前他们已向涉事住户下达限期责令整改通知书，但涉事住户不予配合，一直不露面，且偷偷将装修全部完成，该局工作人员表示将继续加大执法力度。此后处理情况不明，遭破坏的部分至今未恢复。

## 建筑特色

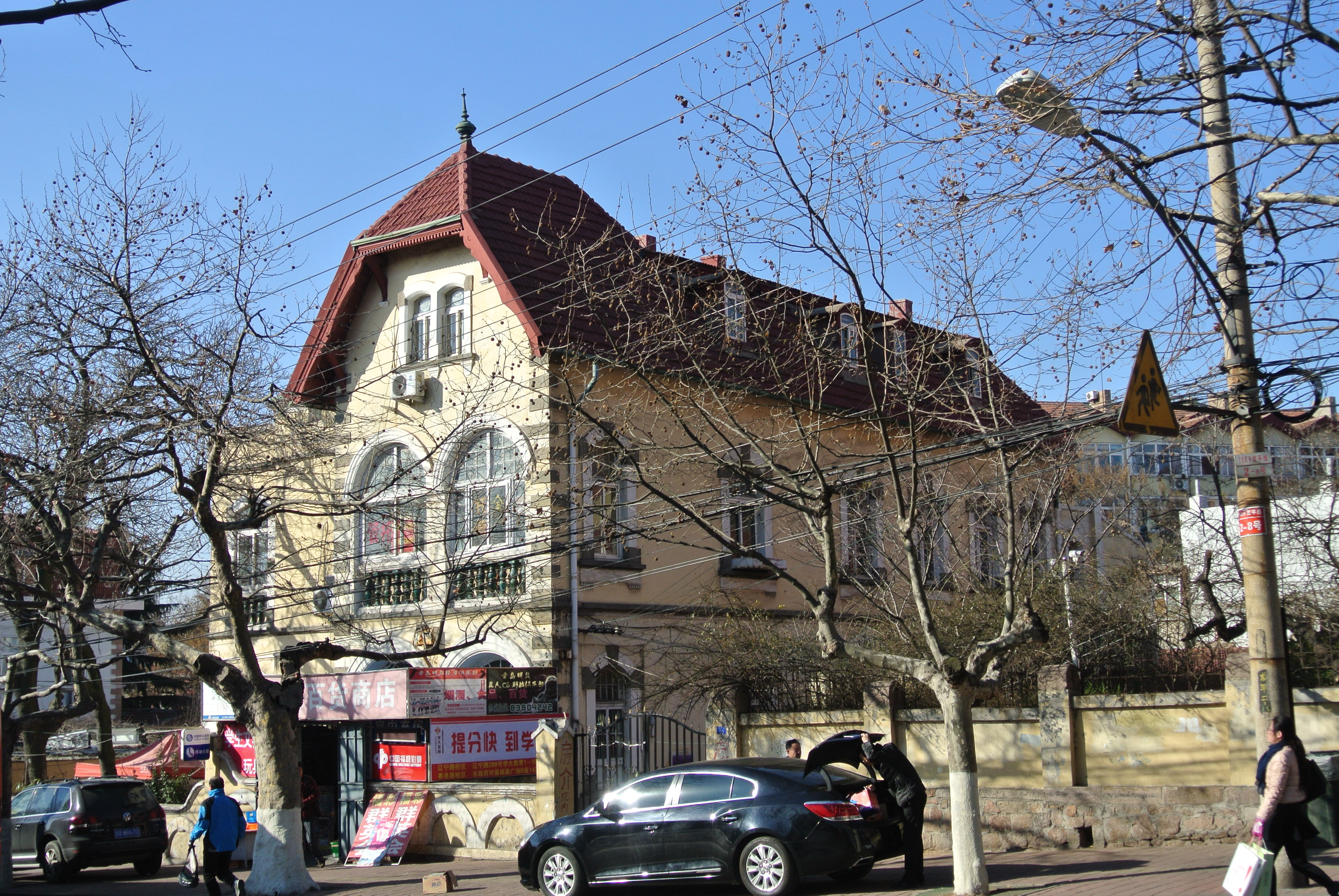
江苏路10号东北面，2015年

江苏路10号占地面积1113.33平方米，建筑面积1175.23平方米（其中地下室273.63平方米），砖石结构，楼高2层，设地下室和阁楼。外墙墙基以花岗岩大石砌成，墙角镶嵌隅石，窗户多为券式，阳台下方嵌有绿色釉面瓶状栏杆柱，屋顶设老虎窗。临街东立面采用不对称布局，北侧向外凸出，顶部起山墙，顶部檐口做抹角处理，上方设有塔尖状装饰物。楼内共17个房间，木板地面，设木雕门窗及楼梯扶手。建筑细部处理精细，各处细节各有不同，被认为是德占时期建筑的经典之作。